# Агиртрія фіолетовоголова
Аги́ртрія фіолетовоголова (Ramosomyia violiceps) — вид серпокрильцеподібних птахів родини колібрієвих (Trochilidae). Мешкає в США і Мексиці.

## Опис

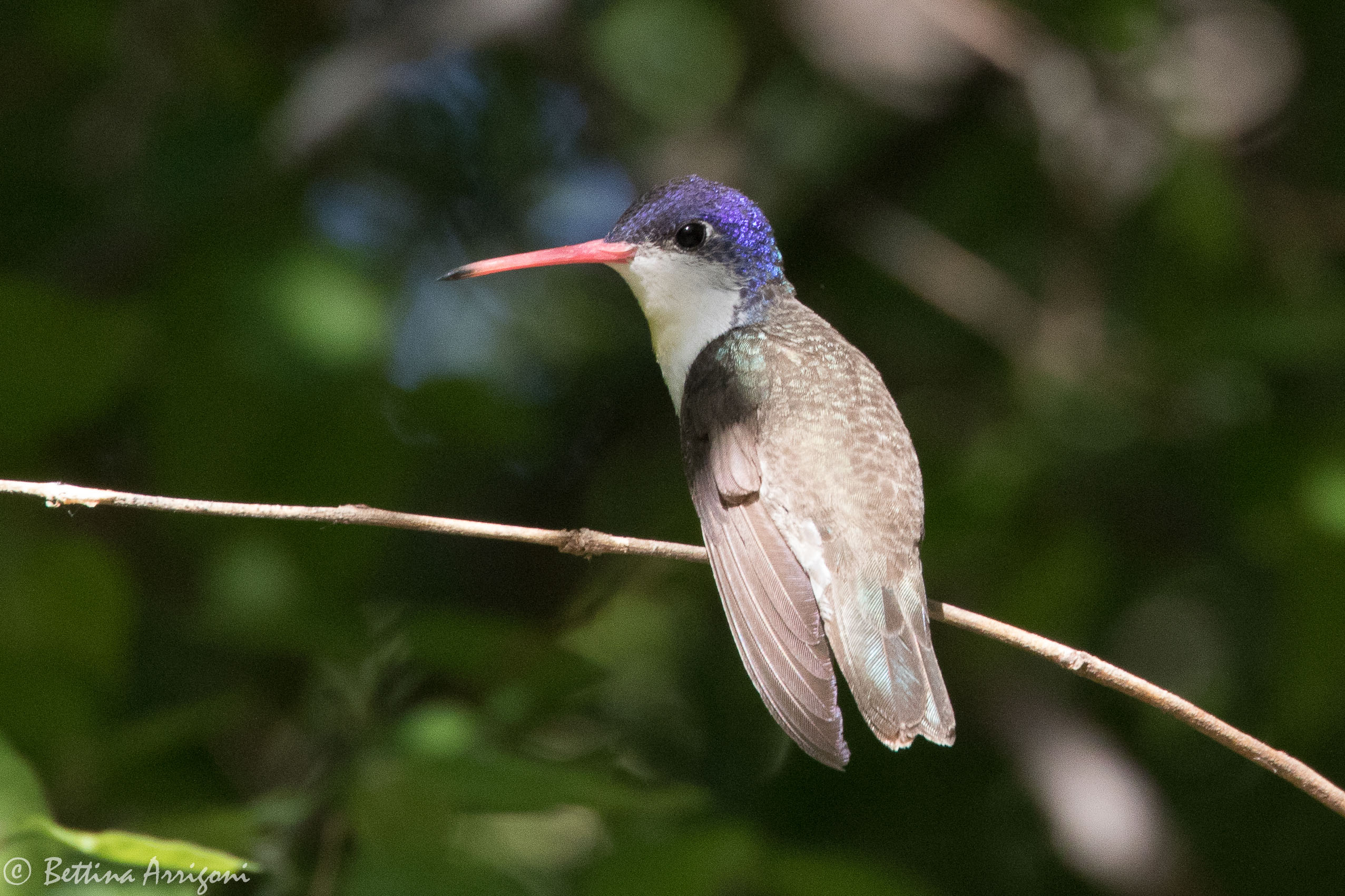
Фіолетовоголова агиртрія

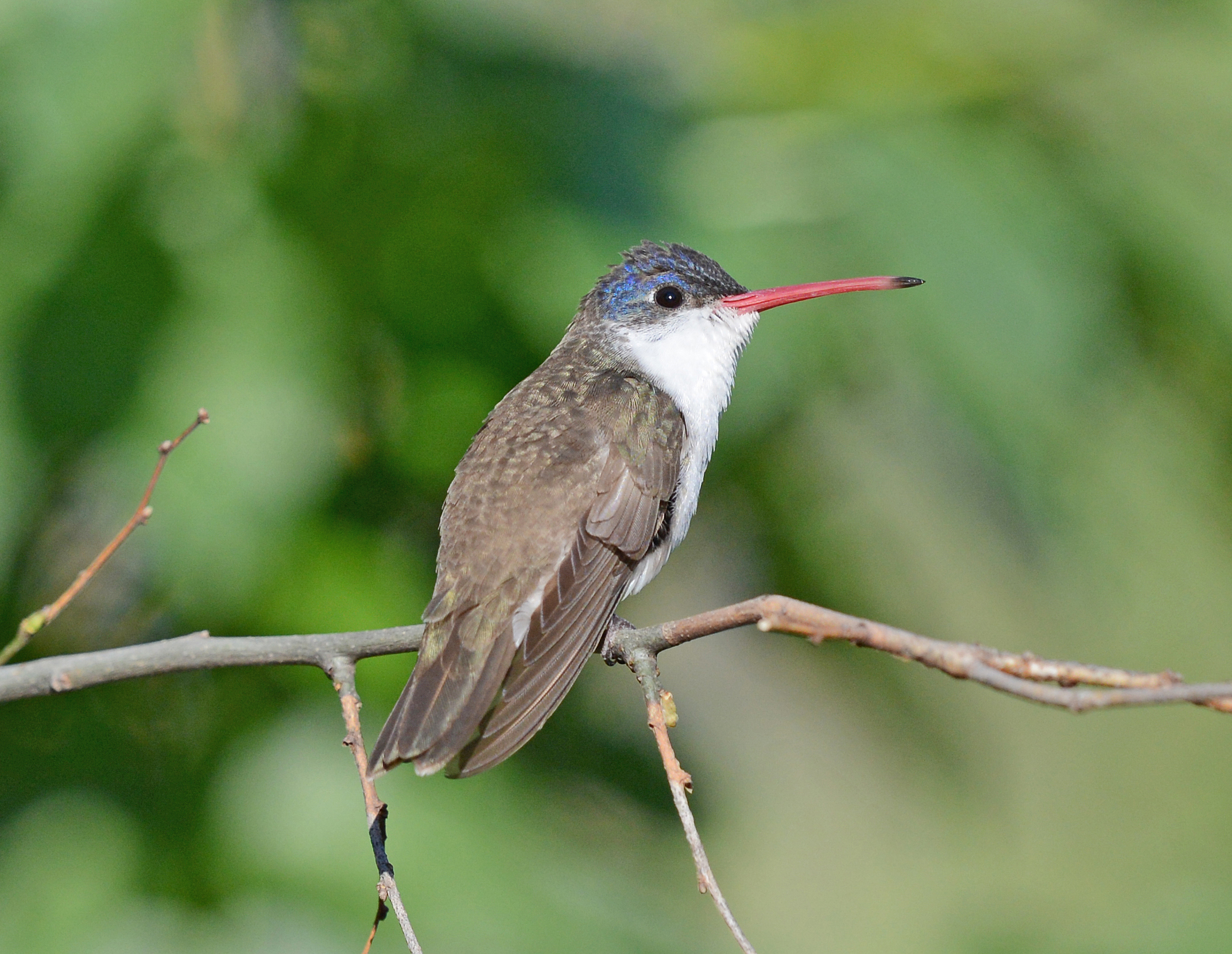
Фіолетовоголова агиртрія

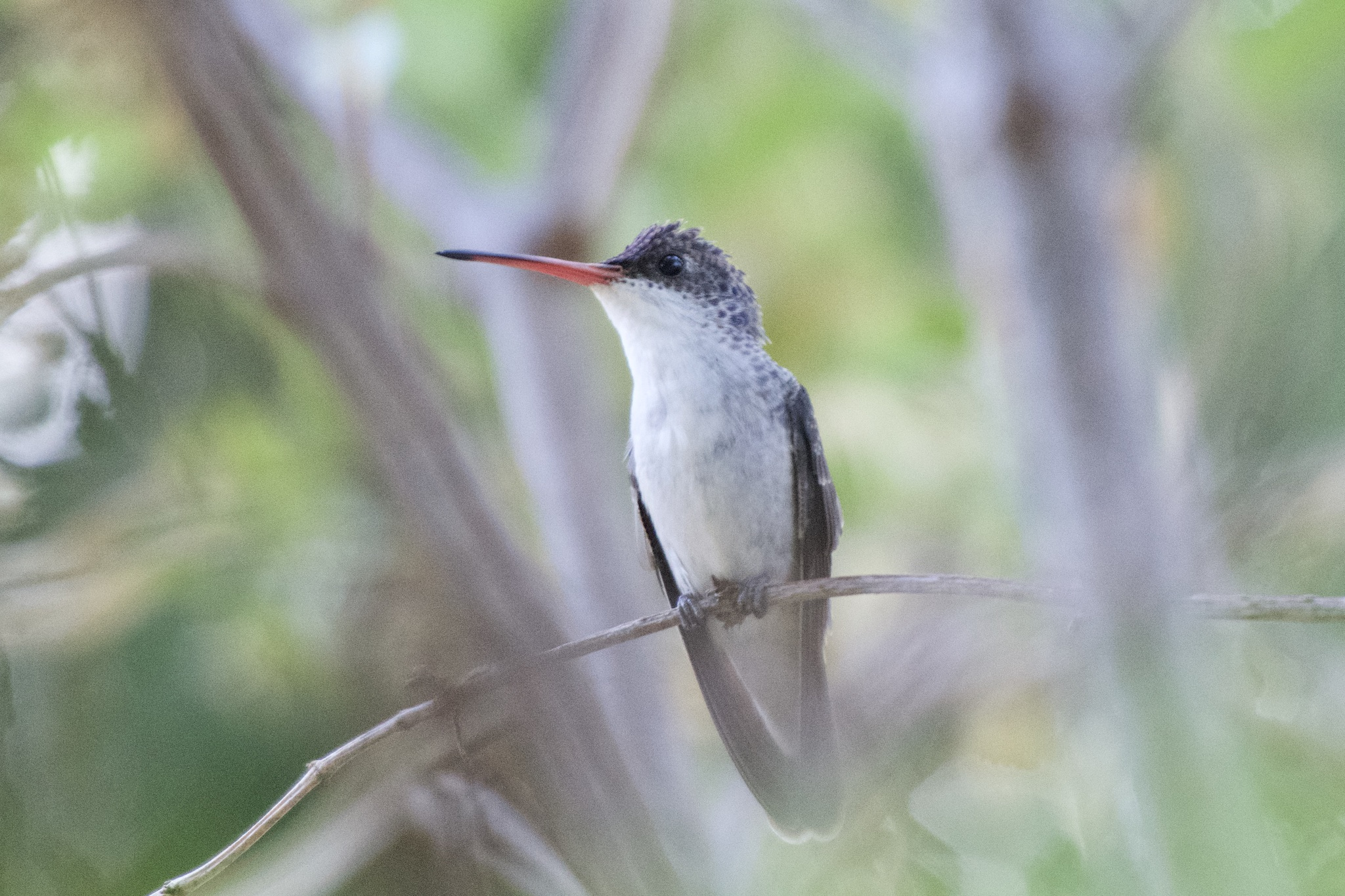
Фіолетовоголова агиртрія

Довжина птаха становить 10-11,5 см, вага 5,1-5,8 г. У самців номінативного підвиду тім'я яскраво-фіолетово-синє, задня частина шиї блакитнувато-фіолетова, спина і надхвістя тьмяно-сірувато-зелені або бронзово-зелені. Хвіст мідно-бронзовий. Нижня частина тіла біла, боки світло-оливково-зелені. Дзьоб середнього розміру, прямий, червоний, іноді з чорним кінчиком.
У самиць верхня частина голови і шия більш бірюзові. Забарвлення молодих птахів подібне до забарвлення самиць, однак їх оперення більш рудувато-коричневе. Дзьоб зверху у них більш темний, надхвістя і гузка більш сіруваті. У самців підвиду R. v. ellioti тім'я більш бірюзово-синє, хвіст у них зеленувато-бронзовий. Самиці цього підвиду мають менш яскраве забарвлення.

## Підвиди
Виділяють два підвиди:
- R. v. ellioti (Berlepsch, 1889) — від південно-східної Аризони і південного заходу Нью-Мексико на південь до Мічоакана і Ідальго;
- R. v. violiceps (Gould, 1859) — від крайнього сходу Мічоакана до Пуебли і північно-західної Оахаки.

## Поширення і екологія
Фіолетовоголові агиртрії мешкають на південному сході Сполучених Штатів Америки і в Мексиці. Вони живуть в сухих, колючих чагарникових заростях, часто поблизу річок, в сосново-дубових і широколистяних рідколіссях, на плантаціях, в парках і садах. В Аризоні і Нью-Мексико зустрічаються на висоті від 1200 до 1700 м над рівнем моря, в Сонорі на висоті від 200 до 1300 м над рівнем моря, на півдні ареалу на висоті від 200 до 1400 м над рівнем моря, місцями на висоті до 2400 м над рівнем моря.
Популяції, що гніздяться в США, а також в Сонорі і Чіуауа взимку мігрують на південь, однак деякі птахи залишаються зимувати навіть на півночі, в Аризоні. Збільшення кількісті спостережень фіолетовоголових агиртрій в США свідчить про те, що ці птахи розширюють свій ареал на півночі. Популяції, що гніздяться на південь від Сонори і Чіуауа, ведуть переважно осілий спосіб життя, однак, ймовірно, здійснюють деякі переміщення в пошуках їжі.
Фіолетовоголові агиртрії живляться нектаром квітучих квітучих чагарників та інших рослин, зокрема нектаром агави, а також дрібними комахами, яких ловлять в польоті або збирають з рослинності. В бідних на нектар райнах захищають кормові території. Сезон розмноження у фіолетоволобих агиртрій в США триває з квітня по вересень, в Мексиці птахи розмножуються протягом всього року, однак переважно з березня по серпень. Гніздо чашоподібне, робиться з м'якого рослинного матеріалу і павутиння, покривається зовні лишайником, розміщується на дереві, наприклад, на аризонському платані Platanus wrightii або на дубі. В кладці 2 яйця.